# العلاقات الألبانية الكندية
العلاقات الألبانية الكندية هي العلاقات الثنائية التي تجمع بين ألبانيا وكندا.

## مقارنة بين البلدين
هذه مقارنة عامة ومرجعية للدولتين:
| وجه المقارنة                                              | ألبانيا                                                    | كندا                     |
| --------------------------------------------------------- | ---------------------------------------------------------- | ------------------------ |
| المساحة (كم2)                                             | 28.75 ألف                                                  | 9.98 مليون               |
| عدد السكان (نسمة)                                         | 3.02 مليون                                                 | 35.70 مليون              |
| الكثافة السكانية (ن./كم²)                                 | 105.04                                                     | 3.58                     |
| العاصمة                                                   | تيرانا                                                     | أوتاوا                   |
| اللغة الرسمية                                             | اللغة الألبانية                                            | لغة إنجليزية، لغة فرنسية |
| العملة                                                    | ليك ألباني                                                 | دولار كندي               |
| الناتج المحلي الإجمالي (بليون دولار)                      | 13.04 مليار                                                | 1.65 تريليون             |
| الناتج المحلي الإجمالي (تعادل القوة الشرائية) بليون دولار | 33.17 مليار                                                | 1.59 تريليون             |
| الناتج المحلي الإجمالي الاسمي للفرد دولار أمريكي          | 3.94 ألف                                                   | 43.25 ألف                |
| الناتج المحلي الإجمالي للفرد دولار أمريكي                 | 11.11 ألف                                                  | 45.07 ألف                |
| مؤشر التنمية البشرية                                      | 0.764                                                      | 0.913                    |
| رمز المكالمات الدولي                                      | +355                                                       | +1                       |
| رمز الإنترنت                                              | .al                                                        | .ca                      |
| المنطقة الزمنية                                           | توقيت وسط أوروبا، ت ع م+01:00، ت ع م+02:00، أوروبا/تيرانا ‏ |                          |

## مدن متوأمة
في ما يلي قائمة باتفاقيات التوأمة بين مدن ألبانية وكندية:
- ترتبط تيرانا مع كوبورغ باتفاقية توأمة.

## منظمات دولية مشتركة
يشترك البلدان في عضوية مجموعة من المنظمات الدولية، منها:
| علم المنظمة | اسم المنظمة                               | تاريخ انضمام ألبانيا | تاريخ انضمام كندا |
| ----------- | ----------------------------------------- | -------------------- | ----------------- |
|             | الاتحاد البريدي العالمي                   | ?                    | ?                 |
|             | مؤسسة التنمية الدولية                     | 15 أكتوبر 1991       | 24 سبتمبر 1960    |
|             | منظمة حظر الأسلحة الكيميائية              | ?                    | ?                 |
|             | منظمة التجارة العالمية                    | ?                    | ?                 |
|             | الأمم المتحدة                             | 14 ديسمبر 1955       | 9 نوفمبر 1945     |
|             | وكالة ضمان الاستثمار متعدد الأطراف        | 15 أكتوبر 1991       | 12 أبريل 1988     |
|             | منظمة الشرطة الجنائية الدولية             | ?                    | ?                 |
|             | مؤسسة التمويل الدولية                     | 15 أكتوبر 1991       | 20 يوليو 1956     |
|             | حلف شمال الأطلسي                          | 1 أبريل 2009         | 4 أبريل 1949      |
|             | الاتحاد الدولي للاتصالات                  | 2 يونيو 1922         | 1 يوليو 1908      |
|             | البنك الدولي للإنشاء والتعمير             | 15 أكتوبر 1991       | 27 ديسمبر 1945    |
|             | منظمة الأمن والتعاون في أوروبا            | 19 يونيو 1991        | 25 يونيو 1973     |
|             | المركز الدولي لتسوية المنازعات الاستشارية | 14 نوفمبر 1991       | 1 ديسمبر 2013     |
|             | يونسكو                                    | 16 أكتوبر 1958       | 4 نوفمبر 1946     |

## أعلام
هذه قائمة لبعض الشخصيات التي تربطها علاقات بالبلدين:
- اريك مارغوليس (صحفي أمريكي، 1942 – )

## وصلات خارجية
- موقع وزارة الخارجية الألبانية
- موقع وزارة الخارجية الكندية